# De mechaniekmaniak
De mechaniekmaniak is een  stripverhaal uit de reeks van Jerom. Het hoort bij de "Groene Reeks (De gouden stuntman)" en de eerste druk is van 1979.

## Locaties
Dit verhaal speelt zich af op de volgende locaties:
- De Luit (winkel), autokerkhof, Morotari-burcht, kasteel van baron Isidoor Op de Beemd van het Feldt, orangerie, Engeland, Londen, Piccadilly Circus, pub, Dover

## Personages
In dit verhaal spelen de volgende personages mee:
- Jerom, tante Sidonia, Odilon, professor Barabas, verkoper, werknemer autokerkhof, president Arthur, leden Morotari, lord Timpson, twee mannen, baron Isidoor Op de Beemd van het Feldt, publiek, deelnemers race.

## Het verhaal
Jerom en Odilon zijn op zoek naar een cadeau voor tante Sidonia, die bijna jarig is. Odilon haalt een harmonica en Jerom wil een auto kopen. Er komen echter twee mannen die de wagen willen en er ontstaat een gevecht. Jerom wint en tante Sidonia is erg blij met deze 'veterancar'. Dan komt een baron voorbij en hij vertelt dat zijn veterancars gestolen worden. De dief laat altijd een som geldt achter. President Arthur beloofd de man te helpen. Er wordt een wagen, een maxwell, gestolen tijdens de aanwezigheid van Jerom en Odilon en zij beloven goed op te letten als de baron voor zaken weg moet. De dieven weten er toch met een andere auto vandoor te gaan en Jerom en Odilon zoeken hen met de motor. Ze gaan naar professor Barabas en hij heeft een nieuwe uitvinding gedaan. Bij het minste contact zal de orangerie verlicht worden. 
's Nachts wordt er toch een auto, een buick, uit de orangerie gestolen en het alarm gaat niet af. De baron krijgt het nieuws te horen en Odilon ziet een reclamebord, er is een race tussen London en Dover voor bezitters van veterancars. Jerom en Odilon vliegen met de motor naar Engeland en de baron, professor Barabas en tante Sidonia volgen met de nieuwe hovercraft. Ze nemen een rover 1910 mee. Jerom schrijft zich in voor de race en in een pub bespreken de vrienden het plan. De volgende dag begint de race en de baron herkent zijn wagen. De auto van Jerom wordt gesaboteerd, maar het probleem kan snel worden verholpen. 
Dankzij snelheidsolie van professor Barabas halen ze de achterstand snel in en Jerom wint de race. De tegenstanders biechten op dat een lord hun geld aangeboden heeft voor het winnen van de race. Nu ze de race niet gewonnen hebben, krijgen ze ook geen geld. Dan zien ze de lord en wijzen de man aan, die het op een lopen zet. De vrienden achtervolgen de lord richting London en hij komt met zijn auto in het water terecht. Jerom redt de man en hij wordt naar het ziekenhuis gestuurd, want hij lijkt krankzinnig. De baron krijgt zijn wagens terug en de vrienden zijn blij weer thuis te zijn.